# Danny Cohen (Kameramann)
Daniel „Danny“ Cohen (* 1963) ist ein britischer Kameramann. Er hat seit Mitte der 1990er-Jahre an mehr als 40 Fernseh- und Filmproduktionen mitgewirkt sowie für die Musik- und Werbeindustrie gearbeitet. Für seine Arbeit an dem Spielfilm The King’s Speech (2010) wurde er für den Oscar nominiert.

## Leben

### Ausbildung und Arbeit beim Film und Fernsehen
Danny Cohens Großeltern mütterlicherseits waren deutsche Juden, die nach der Machtergreifung der Nationalsozialisten im Jahr 1933 nach London übersiedelten. Er erwarb einen Abschluss in Sozialwissenschaft und begeisterte sich für die Fotografie. Daraufhin war Cohen als Fototechniker am Londoner Middlesex Polytechnikum tätig. Bald darauf begann er als Kameraassistent an kleinen Dokumentarfilmprojekten, Musikvideos und in der Werbung zu arbeiten. Als Kamera- und Materialassistent kam Cohen auch mit dem Kino in Berührung. Acht Jahre lang arbeitete er mit unterschiedlichen Kameraleuten wie z. B. dem Franzosen Jean-François Robin (Betty Blue – 37,2 Grad am Morgen) zusammen und lernte so deren unterschiedliche Stile kennen. Diesen Lebensabschnitt sollte er später als seine „Filmhochschule“ bezeichnen.
Als eigenverantwortlicher Kameramann begann Cohen seine Laufbahn Mitte der 1990er-Jahre bei zahlreichen Kurzfilmproduktionen und in der Werbung. Für seine Arbeit an Ravi Kumars Kurzfilm My Other Wheelchair Is a Porsche (2001) erhielt er eine erste Auszeichnung auf dem portugiesischen Festimage. Es folgte die Mitarbeit an Christopher Morris’ preisgekröntem Kurzfilmdebüt My Wrongs 8245-8249 and 117 (2002), der ihm 2003 den BAFTA Kodak Cinematography Award einbrachte.
Ende der 1990er-Jahre wandte sich Cohen als Kameramann ersten Filmprojekten zu. In den kommenden Jahren arbeitete er mehrfach mit so bekannten britischen Filmregisseuren wie Stephen Poliakoff (Joe’s Place, Glorious 39, A Real Summer, Capturing Mary), Shane Meadows (Blutrache – Dead Man’s Shoes, This Is England, This Is England ’86) oder Richard Curtis (Radio Rock Revolution) zusammen. Er drehte einige Filme auf HD, Werbespots auf Video, größere Projekte jedoch im Filmformat, das Cohens Meinung nach eine größere Flexibilität erlaubt, Schlichtheit und Beschaffenheit mitbringt: „[…] es gibt eine Beständigkeit an diesem Ablauf: Man kann buchstäblich die Kamera einschalten und drehen. Man verliert die Kontrolle über den Film auch nicht in der Postproduktion“, so Cohen.
Größeren Erfolg brachte Cohen die Arbeit mit dem britischen Film- und Fernsehregisseur Tom Hooper ein. Bereits für ihre erste Zusammenarbeit an dem preisgekrönten Fernsehdrama Die Moormörderin von Manchester (2006), das die Beziehung zwischen dem britischen Minister Lord Longford (gespielt von Jim Broadbent) und der mehrfachen Kindermörderin Myra Hindley (Samantha Morton) zum Thema hat, wurde dem Kameramann eine erste Nominierung für den British Academy Television Award zuteil. 2008 gehörte Cohen gemeinsam mit dem US-Amerikaner Tak Fujimoto zum Kamera-Team von Hoopers erfolgreichen Fernsehmehrteiler John Adams – Freiheit für Amerika, der das Leben des gleichnamigen US-amerikanischen Präsidenten (gespielt von Paul Giamatti) dramatisierte. Die Produktion wurde mit 13 Emmys und vier Golden Globe Awards ausgezeichnet, während Cohen selbst eine Emmy-Nominierung für die Bilder zur Folge Don’t Tread Me erhielt.

### Erfolg mitThe King’s Speech
Der bislang größte Erfolg in Cohens Filmkarriere stellte sich abermals mit Tom Hooper ein, mit dem er an dem Historiendrama The King’s Speech (2010) zusammenarbeitete. Für den Film, der die Beziehung zwischen dem stotternden britischen Monarchen Georg VI. (gespielt von Colin Firth) und dessen Sprachtrainer Lionel Logue (Geoffrey Rush) nacherzählt, verwendete der Kameramann wie bereits beim Dreh zu John Adams – Freiheit für Amerika härteres, kälteres Licht. Dadurch sollte die auch im Zweiten Weltkrieg spielende Geschichte ungeschönter und zeitgenössischer auf den Zuschauer wirken. „Tom [Hooper] wollte ein historisches Drama aufgreifen, das nicht den üblichen Standards entsprach. Wenn Sie die Dinge wirklich erscheinen lassen anstatt nett, wird der Film für ein modernes Publikum verständlicher. Sie möchten den Schmutz auf der Straße und unter den Fingernägeln der Leute sehen“, so Cohen.
Einige Filmkritiker wiesen auf die unüblichen Bildeinstellungen hin, die Cohen für The King’s Speech verwendete, die laut dem Kameramann sich eher positiv auf die Geschichte auswirkten. Cohen benutzte für den Dreh sehr starke Weitwinkelobjektive (ARRI-Master-Prime-Linsen) und stellte die Kameras nahe vor die Schauspieler, ein oder zwei Fuß entfernt, auf. Auf diese Weise entstanden Nahaufnahmen (sogenannte close-ups) der Gesichter, während gleichzeitig ein großer Teil des Bildhintergrunds und Kontexts für den Zuschauer – üblicherweise die Wände von Lionel Logues Praxis – erhalten blieben. Die Los Angeles Times sollte den Erfolg des Films später darauf zurückführen, dass The King’s Speech immer beim König bleibe. Der Film wurde mit mehr als 60 Filmpreisen ausgezeichnet und gewann 2011 vier Oscars, darunter als Bester Film. Cohen selbst erhielt ebenfalls eine Oscar-Nominierung sowie Nominierungen für den British Academy Film Award und den Preis der American Society of Cinematographers (ASC).
Als Schwierigkeit empfand Cohen die Tatsache, dass der Film von November bis Januar 2009 in Großbritannien gedreht wurde. Dadurch ging sehr früh die Sonne unter, meistens zwischen 16 und 16:30 Uhr. Deshalb wurde der Hauptdrehort – Lionel Logues mit einem Oberlicht versehenes Behandlungszimmer – von außen mit einer Lichtanlage versehen, darüber ein Verdunkelungszelt angebracht. Auf diese Weise konnten Szenen bei jeder Tageszeit gedreht werden. Dennoch empfand Cohen das schwache Licht zum Jahresende etwas atmosphärischer für den Film. Auch ließ er sich beim Dreh von den Arbeiten des britisch-deutschen Fotografen Bill Brandt inspirieren.
Nach dem Erfolg von The King’s Speech übernahm Cohen die Kameraarbeit an den Fernsehproduktionen This Is England ’86 (2010) und This Is England ’88 (2011), den Fortsetzungen von Shane Meadows Spielfilm This Is England. Auch folgten Engagements für die Kinokomödie Johnny English – Jetzt erst recht! sowie Luke Snellins in nur 24 Stunden gefertigten sechsminütigen Kurzfilm Jess//Jim, der im Rahmen des Old Vic New Voices-Programms entstand. 2012 arbeitete Cohen erneut mit Tom Hooper an der Kinoversion des Musicals Les Misérables zusammen.

### Sonstiges
Danny Cohen lebt in London. Er hegt eine große Vorliebe für die Filme des britischen Kameramanns Roger Deakins, der ihn eigenen Angaben zufolge stark beeinflusste. Cohen zählt die Deakins-Arbeiten Button – Im Sumpf der Atommafia (1986) und vor allem The Big Lebowski (1998) zu seinen Lieblingsfilmen. Musikvideos drehte er u. a. für Bands wie Blur (Crazy Beats), New Order (Sirens Call) und die Arctic Monkeys (Crying Lightning).
Cohen ist Mitglied der British Society of Cinematographers (BSC). Im Juni 2011 wurde Cohen in die Academy of Motion Picture Arts and Sciences (AMPAS) aufgenommen, die jährlich die Oscars vergibt.

## Filmografie (Auswahl)
- 1998: The Snatching of Bookie Bob
- 1999: Wiper (Kurzfilm)
- 1999: Shockers: Ibiza – £99 Return (Fernsehfilm)
- 2000: Dead Babies
- 2001: Cyclops (Fernsehfilm)
- 2001: Baited Breath (Fernsehfilm)
- 2001: My Other Wheelchair Is a Porsche (Kurzfilm)
- 2002: Ten Minutes Older: The Cello (Episode: About Time 2)
- 2002: Menace (Fernsehfilm)
- 2002: Daddy’s Girl (Fernsehfilm)
- 2002: My Wrongs 8245-8249 and 117 (Kurzfilm)
- 2003: The Book Group (Fernsehserie)
- 2004: Old Street (Kurzfilm)
- 2004: Alles was ich an euch liebe (Seres queridos)
- 2004: Creep
- 2004: Blutrache – Dead Man’s Shoes (Dead Man’s Shoes)
- 2005: Nathan Barley (Fernsehserie)
- 2005: Murder in Suburbia (Fernsehserie; zwei Folgen)
- 2005: Festival
- 2005: Pierrepoint / The Last Hangman
- 2005: Rob of the Rovers (Kurzfilm)
- 2005: 33X Around the Sun
- 2006: Scummy Man Poster (Kurzfilm)
- 2006: This Is England
- 2006: Die Moormörderin von Manchester (Longford, Fernsehfilm)
- 2006: Born Equal (Fernsehfilm)
- 2007: Coming Down the Mountain (Fernsehfilm)
- 2007: Joe’s Palace (Fernsehfilm)
- 2007: A Real Summer (Fernsehfilm)
- 2007: Capturing Mary (Fernsehfilm)
- 2008: Portraits of a Lady (Fernsehdokumentation)
- 2008: John Adams – Freiheit für Amerika (John Adams, Miniserie)
- 2008: Poppy Shakespeare (Fernsehfilm)
- 2008: Arctic Monkeys at the Apollo (Fernsehfilm)
- 2009: Radio Rock Revolution
- 2009: Glorious 39
- 2010: Dive (Fernsehfilm)
- 2010: The King’s Speech
- 2010: This Is England ’86 (Fernsehserie; zwei Folgen)
- 2011: Johnny English – Jetzt erst recht! (Johnny English Reborn)
- 2011: Jess//Jim (Kurzfilm)
- 2011: This Is England ’88 (Fernsehserie; drei Folgen)
- 2012:  Les Misérables
- 2014: X+Y
- 2015: London Road
- 2015: Raum (Room)
- 2015: The Danish Girl
- 2015: The Program – Um jeden Preis (The Program)
- 2016: Florence Foster Jenkins
- 2017: Final Portrait
- 2017: Victoria & Abdul
- 2017: Ungehorsam (Disobedience)
- 2018: A Very English Scandal (Fernsehserie, drei Folgen)
- 2018: Ein letzter Job (King of Thieves)
- 2019: Brexit – Chronik eines Abschieds (Brexit: The Uncivil War, Fernsehfilm)
- 2020: Eurovision Song Contest: The Story of Fire Saga
- 2020: Downhill

## Auszeichnungen
- 2002: Kamerapreis des portugiesischen Festimage für My Other Wheelchair Is a Porsche
- 2003: BAFTA Kodak Cinematography Award für My Wrongs 8245-8249 and 117
- 2006: Prix Kodak des Festival du Film Britannique von Dinard für Pierrepoint
- 2007: Nominierung für den British Academy Television Award für Die Moormörderin von Manchester
- 2008: Nominierung für den British Academy Television Award für Joe’s Palace
- 2008: Emmy-Nominierung für John Adams (gemeinsam mit Tak Fujimoto für die Folge Don’t Tread Me)
- 2011: Nominierung für den Broadcast Film Critics Association Award für The King’s Speech
- 2011: Nominierung für den British Academy Film Award für The King’s Speech
- 2011: Nominierung für den Preis der American Society of Cinematographers für The King’s Speech
- 2011: Oscar-Nominierung für The King’s Speech